# Anecoop
Anecoop és una cooperativa de segon grau espanyola que es dedica a vendre productes hortofructícoles i altres productes d'explotació vegetal.

## Història
Es va crear el 1975 en reacció al problema de la falta de concentració d'oferta al País Valencià. El juny de 1977 es constituí formalment sota el nom de Sociedad Cooperativa de Exportación de Frutos Cítricos – Anecoop.
Malgrat la grandària de l'oferta que suposa Anecoop per la quantitat de cooperatives que l'integraven, no era prou gran per a tindre poder negociador. El percentatge de producció mínim fou insuficient i la producció d'alta qualitat no s'arribava a comercialitzar. Anecoop intentà corregir aquestes debilitats creant a principis de la dècada del 2000 el Grup Empresarial, una categoria de socis que es comprometen a aportar el 100% de la producció. El 2007 hi pertanyien 20 cooperatives al Grup Empresarial, no unint-se algunes de les més importants.
Des dels inicis el percentatge de producció destinat a Anecoop era del 10% i el 2006 fou augmentat al 35%.
El 2007 va vendre 600 mil tones de fruites i hortalisses, ingressant 420 milions d'euros. D'aquests productes venuts al voltant de la meitat eren cítrics.
El 2009 es creà el Grupo Persimon, una unitat de gestió dels assumptes relacionats amb la producció del caqui.
Un estudi econòmic publicat el 2009 va descriure les barreres que tenia Anecoop: no ser prou gran per a tindre pes a les negociacions, no aconseguí la confiança dels membres més grossos del País Valencià i no establí una política de coordinació per a gestionar la qualitat i els costos de transacció. Aquest problema s'arrossega ja des de la desconfiança entre el productor valencià i la cooperativa, passant de la cooperativa a la cooperativa de segon grau.
El 2013 el percentatge mínim de producció era del 62%.
Un altre estudi, publicat el 2015, destacà el pes innovador en què s'implicà Anecoop, sent membre integrant de la Xarxa de Cítrics de la Comunitat Valenciana de l'Institut Valencià d'Investigacions Agràries. També destacava com obligava les cooperatives membres a aplicar les innovacions i alhora els donava els recursos necessaris per a complir.
Les dades del 2015 indiquen que Anecoop era la cooperativa agroalimentària més gran d'Espanya.
El 2017 era l'empresa hortofructícola més important del Mar Mediterrani, la principal exportadora de cítrics del món (ja des d'almenys el 2015) i primera comercialitzadora de melons d'Alger i caquis a Europa. Venia a la Xina (vi), Rússia, Països Baixos, Regne Unit, França, República Txeca, Polònia i Eslovàquia.
Des d'octubre del 2017 va llençar un tipus de venda de menjar preparat per a consumidors amb poc de temps.
En la campanya 2016-2017 va comercialitzar 835.000 tones, un 6.8% més que l'anterior.
A principis de l'any 2018 aconseguí tindre fins a 69 cooperatives sòcies amb una cooperativa de Lleida. El vet rus cap als productes agroalimentaris de la Unió Europea, fet l'agost del 2014, afectà Anecoop, juntament amb altres empreses del sector, fent que redirigira les exportacions cap a països asiàtics.
El 2018 es comunicà a un diari que al Japó Anecoop exportava solament vi valencià. Anecoop formà part del Grupo Operativo Innoland, una organització que impulsa la iniciativa de gestió en comú pel territori valencià.
El tractament dels agricultors espanyols per la Política Agrària Comunitària fou una preocupació per al futur d'Anecoop.

## Organitzacions que la componen
Les empreses comercials que la componen (en data del 2017) estan a València, Almeria, Múrcia i Sevilla i vuit fora d'Espanya (una és la filial Anecoop France).
També té centres d'experimentació, com és el Centre d'Experimentació UAL-Anecoop.
Entre les filials que té es troba Solagora, especialitzada en productes amb el marketing de considerar-les "bio".

### Cooperatives integrants
Les cooperatives integrants el 2004 n'eren 109, el 2009 n'eren 112, i estaven repartides per sis regions de l'Estat Espanyol. El 2011 les cooperatives que l'integraven descendiren de quantitat sent-ne 79. El 2018, 69.
En data del 2017, les cooperatives que la componen es troben repartides per la Comunitat Valenciana, Aragó, Castella i Lleó, Múrcia, Navarra, Catalunya i Extremadura. Eixe any tenia 68 membres.
Existeixen dos grups empresarials dins d'Anecoop:
- Grup Empresiarial: creat el 2003 i format per 16 cooperatives.
- Grup Persimon: creat el 2009 i format per 14 cooperatives.

### Empreses sòcies
Empreses:
- Huercasa (segona meitat de la dècada de 2010-)
- Tomasol (segona meitat de la dècada de 2010-)
- Foasat (segona meitat de la dècada de 2010-)
- Toñifruit (segona meitat de la dècada de 2010-)
- Frutas Condiso (2017-)[1]

També ha cooperat amb l'Instituto de Agroquímica y Tecnología de Alimentos del CSIC.

## Departaments
- Departament de Qualitat i Sistemes

Difon i assessora les cooperatives base amb reunions amb els tècnics d'aquestes i establint protocols d'actuació.
- Departament de Producció i Desenvolupament[10]

## Reconeixements
Anecoop Bodegas rebé el 2017 i el 2018 el Premi Berliner Wein Trophy a la millor cooperativa espanyola.
En l'edició de 2019 dels Premis Nou d'Octubre va rebre la Distinció al mèrit empresarial i social.